# ヨハン・ゲオルク3世 (ザクセン選帝侯)
ヨハン・ゲオルク3世（Johann Georg III., 1647年6月20日 - 1691年9月12日）は、ザクセン選帝侯（在位：1680年 - 1691年）。ヨハン・ゲオルク2世の長男。

## 人物
1647年6月20日、ヨハン・ゲオルク2世とその妃であったブランデンブルク＝バイロイト辺境伯クリスティアンの娘マグダレーナ・ジビュレの間に第三子としてドレスデンで生まれた。
1680年に父の死去によって選帝侯位に即いたヨハン・ゲオルク3世はすぐに12,000人からなる常備軍の設立に取り掛かり、1683年の第二次ウィーン包囲に反オスマン帝国側で参戦した。ウィーン救援軍の総指揮を取っていたポーランド王ヤン3世ソビエスキは、彼について「ザクセン選帝侯はまっすぐな心を持った正直な人物である」と語っている。
ヨハン・ゲオルク3世の治世にザクセンは三十年戦争の痛手から立ち直り、ドレスデンの人口は1689年に21,300人を数えるまでになった。また1686年にはMargarita Salicolaをヴェネツィアから招き、これがカストラートによって始まりつつあったザクセンにおけるオペラの新時代を決定づけた。
1689年に始まったプファルツ継承戦争ではアウクスブルク同盟側で参戦したが、戦中の1691年9月12日にテュービンゲンで死去した。選帝侯位は長男のヨハン・ゲオルク4世が嗣いだ。

## 子女
ヨハン・ゲオルク3世は1666年10月9日にデンマーク王フレデリク3世の王女アンナ・ソフィーとコペンハーゲンで結婚し、彼女との間に以下の二男をもうけた。
- ヨハン・ゲオルク4世（1668年 - 1694年） - ザクセン選帝侯
- フリードリヒ・アウグスト1世（1670年 - 1733年） - ポーランド王（アウグスト2世）、ザクセン選帝侯

また、庶子にヨハン・ゲオルク・マクシミリアン・フォン・フュルステンホフ（Johann Georg Maximilian von Fürstenhoff、1686年 - 1753年）がいる。